# ArianeTech
ArianeTech és una empresa catalana d'enginyeria especialitzada en el disseny i construcció de prototipus de motocicleta per a fabricants internacionals, la fabricació de motocicletes de velocitat i el disseny de vagons i components per a ferrocarril. Fundada el 2004, la seva raó social és ArianeTech Ingeniería SL i té la seu a Cabrera de Mar, Maresme. A banda, disposa d'oficines a Madrid (Espanya) i Bangkok (Tailàndia).
L'empresa inicià la seva activitat centrada en la realització de tota mena de projectes dins el sector de la motocicleta, des del disseny de components fins al de motocicleta completa, treballant per a clients com ara Yamaha, Rieju, Derbi, Gas Gas, Ducati o Macbor entre d'altres. El 2009, des de l'oficina de Madrid, s'introduí en el sector del ferrocarril (ha treballat per a Talgo i Temoinsa entre altres) i, d'ençà de 2011, desenvolupa també productes per a empreses d'automoció (com ara retrovisors i para-xocs).

## Competició
ArianeTech és especialment coneguda per les seves motocicletes de competició de Moto2 i Moto3. Per mitjà de la seva escuderia ArianeRacing, la marca Ariane participa amb èxit al Campionat d'Espanya de velocitat (CEV) en ambdues categories, amb pilots com ara l'espanyol Román Ramos, el nord-americà Kenny Noyes o l'italià Luca Vitali. El prototipus de Moto2, anomenat Ariane2, debutà durant la temporada de 2011 a la cursa disputada al Circuit de Catalunya i, durant la temporada següent, Román Ramos hi aconseguí el primer podi (fou segon al circuit Motorland) i la primera victòria (al circuit d'Albacete). Al final de temporada, Ariane guanyà el Campionat de constructors de Moto2.
Pel que fa a l'Ariane3 de Moto3, es presentà a final de 2011 i debutà al CEV de 2013 pilotada pel valencià Arón Canet.